# Бельведер (Одеса)
Бельведер Воронцовського палацу — пам'ятка архітектури в Одесі (Україна). Споруда розташована над морським схилом і схилом Військової балки. Споруда внесена до Реєстру пам'яток культурної спадщини Одеси як пам'ятка архітектури національного значення й елемент ансамблю Воронцовського палацу (охоронний номер 546/3-Од) .

## Історія
У 1824 році на місці турецької фортеці Хаджибєй почалося будівництво комплексу Воронцовського палацу, який складався з будівель різного призначення відокремлених від міста кам'яною огорожею. У 1826 році була споруджена велика альтанка, яка нині відома під назвою Бельведеру. Альтанка розташувалася на самому краю плато, звідки відкривався краєївид на порт, море та незабудований тоді Пересип.

## Архітектура
Споруда являє собою колонаду, що складається з двох рядів колон тосканського ордеру, що розміщені на високому цоколі. З боку моря між колонами влаштована масивна візерунчаста огорожа.

## Галерея

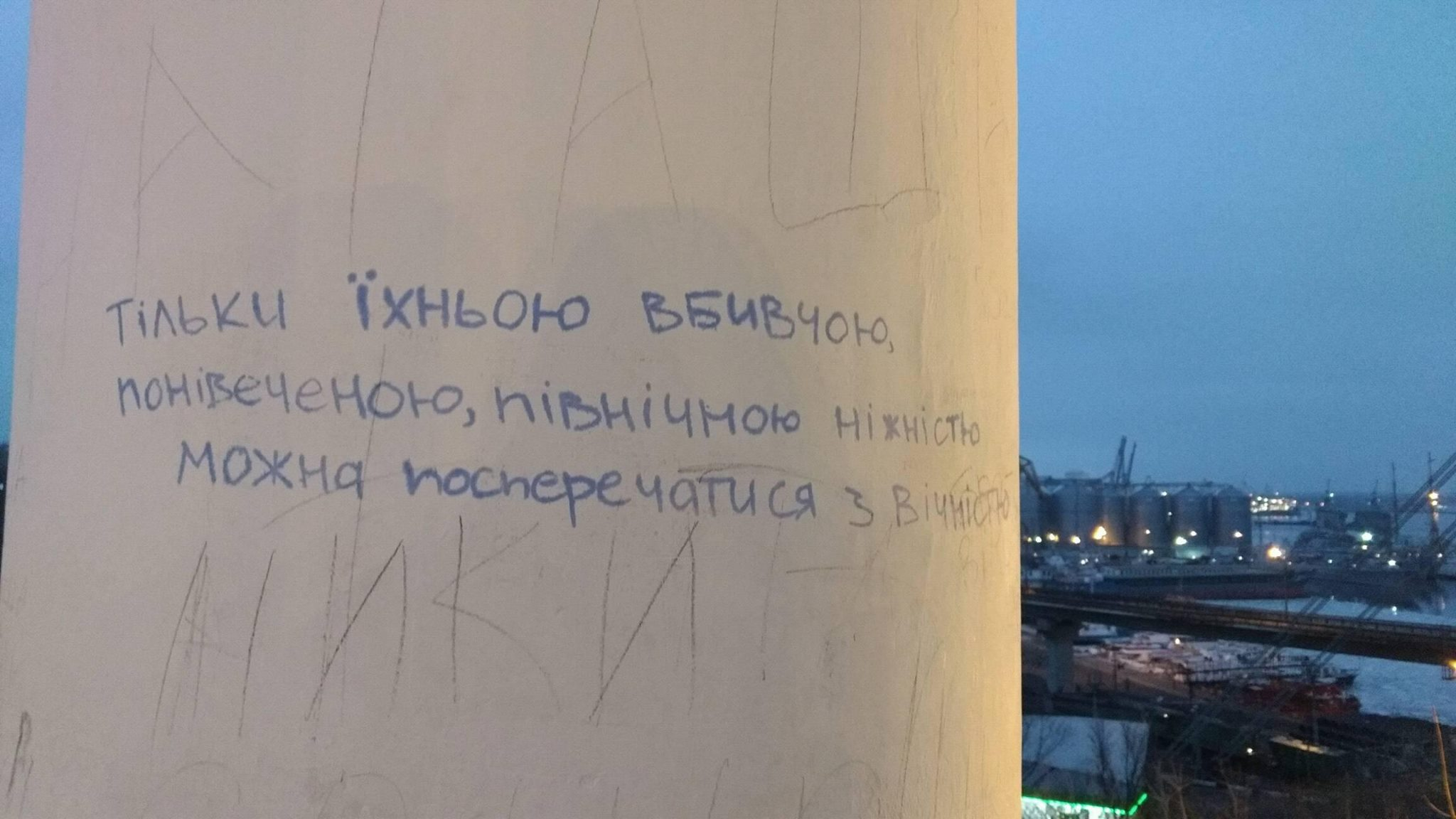
Вірші С. Жадана на колоні бельведеру